# Lago (metrostation)
Lago is een metrostation van de metro van Madrid  dat werd geopend op 4 februari 1961. De naam van het station verwijst naar het meer "Lago" in het park Casa de Campo op ongeveer 100 m van het station. 

## Geschiedenis
In 1947 lag er een plan van de gemeente Madrid om, buiten het metrobedrijf om, een voorstadslijn, de zogeheten F.C. Suburbano de Carabanchel a Chamartín de la Rosa (FCS), aan te leggen  tussen de stad en de zuidelijke voorstad Carabanchel. Het deel langs Casa de Campo werd bovengronds aangelegd en kreeg twee stations. Lago is het oostelijke van de twee en sluit direct aan op de tunnel aan de stadszijde. Tijdens de bouw van de lijn werd het project overgenomen door de Staat, op 4 februari 1961 werd de FCS geopend door Francisco Franco.
Het stationsgebouw werd boven de tunnelmond gebouwd en de perrons kwamen ten westen daarvan in de open lucht. Het station had bij de opening, net als de andere stations van de FCS, een perronindeling volgens de Spaanse methode. De drie perrons waren elk met een vaste trap in het stationsgebouw verbonden met de stationshal. De tunnel verbond het station zonder tussenstations met Plaza de España, het eindpunt aan de Madrileense kant van de lijn. Op 18 december 1981 werd de FCS onderdeel van de metro en kreeg op 1 januari 1985 het lijnnummer 10. 
In 1993 begon de verbouwing van het Estación del Norte tot een knooppunt voor stads- en streekvervoer dat ook door lijn 10 bediend zou worden. Om dit mogelijk te maken werden nieuwe tunnels tussen Lago en het Estación del Norte gebouwd. Het verbouwde Estación del Norte werd op 10 mei 1995 heropend als Príncipe Pío. De aansluiting van lijn 10 op Príncipe Pío was op 26 december 1996 gereed en sindsdien is Príncipe Pío, in plaats van Plaza de España, het volgende station ten noorden van Lago.      
In verband met de gewenste verbinding van de Metrosur met de rest van het metronet werd besloten om lijn 10 door te trekken naar het zuiden en geschikt te maken voor groot-profielmaterieel.  Voor Lago betekende dit dat het eilandperron verwijderd werd om ruimte te maken voor het bredere materieel. De tunnelmonden onder het stationsgebouw werden naar het midden verplaatst waar aanvankelijk de trap tussen hal en perron was. Op de plaats van de oorspronkelijke tunnelmonden kwamen liften, waarmee het station ook rolstoeltoegankelijk werd. De zijperrons werden verbreed. In 2002 was de hele lijn omgebouwd naar groot-profiel.  

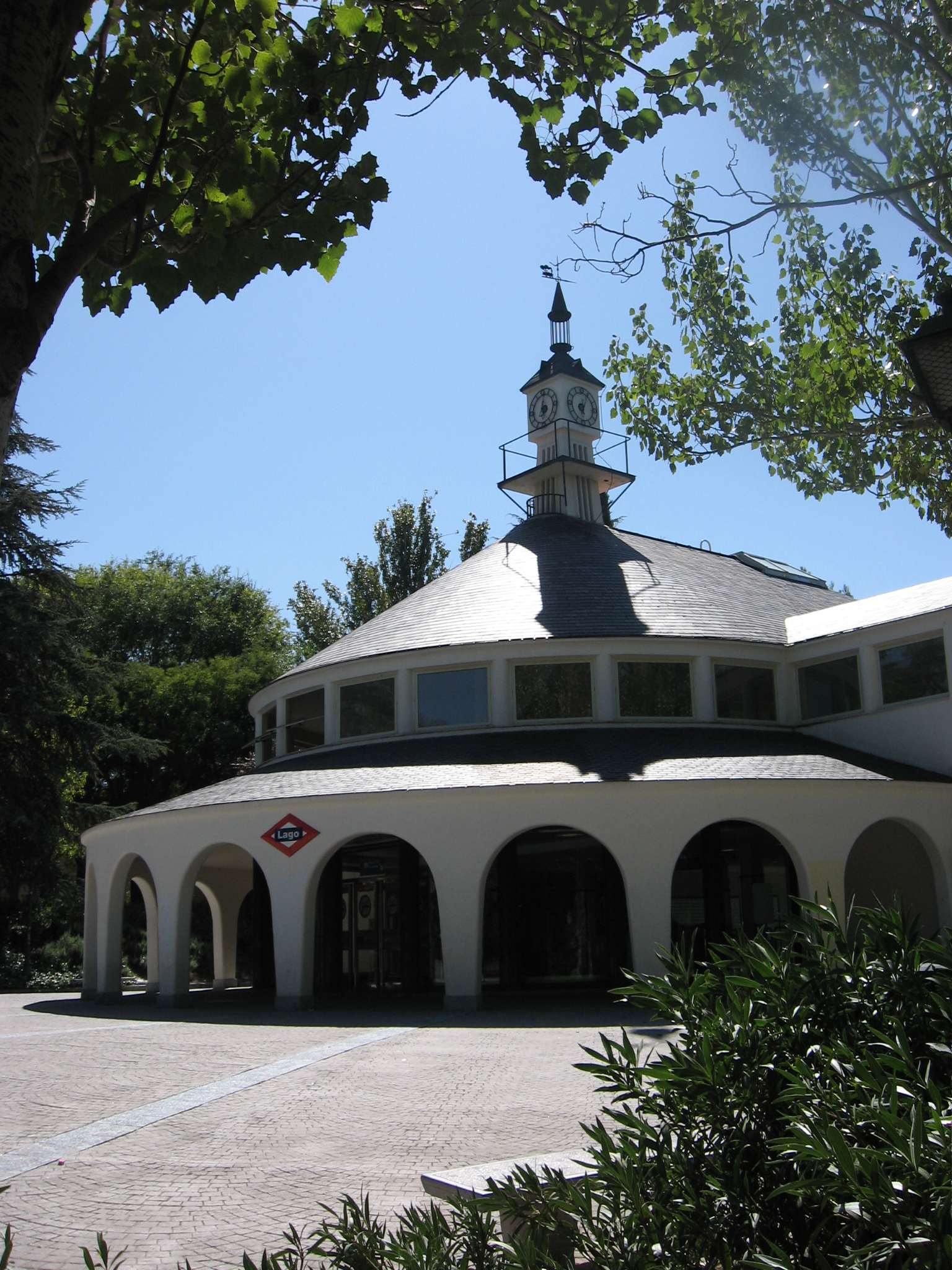
Voorzijde station